# Dấu hiệu Nikolsky
Dấu hiệu Nikolsky là một dấu hiệu lâm sàng trong chuyên ngành da liễu, được đặt tên theo bác sĩ Pyotr Nikolsky (1858-1940), một bác sĩ người Nga. Dấu hiệu biểu hiện khi chà xát nhẹ da gây tróc da lớp ngoài cùng. Một ví dụ điển hình là khi đặt đầu tẩy của một cây bút chì lên mặt ngoài của tổn thương và quay bút chì giữa ngón tay cái và ngón trỏ. Nếu các tổn thương được mở ra (tức là bị tróc da) thì dấu hiệu Nikolsky là dương tính.
Dấu hiệuNikolsky gần như là luôn luôn có mặt trong hội chứng Stevens-Johnson/hoại tử thượng bì nhiễm độc và hội chứng bong vảy da do tụ cầu, gây ra bởi sự độc tố bong vảy da của tụ cầu vàng. Nó cũng là liên quan với pemphigus vulgaris và pemphigus foliaceus. Nó rất hữu ích trong việc chẩn đoán phân biệt giữa pemphigus vulgaris hoặc các bệnh pemphigoid niêm mạc (có dấu hiệu này) và pemphigoid bọng nước (không có dấu hiệu này).
Dấu hiệu Nikolsky cho thấy sự tách nguyên vẹn của lớp bề mặt thượng bì bởi một lực cắt cho thấy một khoảng trống giữa chỗ nối của thượng bì- hạ bì. Các hình ảnh mô học cho thấy sự kết dính mỏng hơn và yếu hơn của các tổn thương da so với da bình thường - kết quả là dễ dàng bong da.
Sự hình thành các bọng nước mới khi tác động một áp lực nhẹ lên (Nikolsky trực tiếp) và bong da do cọ xát (Nikolsky gián tiếp) là một dấu hiệu của pemphigus vulgaris, mặc dù không phải là một 100% chẩn đoán đáng tin cậy. Ngoài ra, một phương pháp khám khác, dấu hiệu Asboe-Hansen, được sử dụng để xác định sự mất liên kết giữa các tế bào biểu bì với nhau.